# Projeto Big Ben
"Big Ben", foi o codinome na Segunda Guerra Mundial para o projeto britânico de reconstruir e avaliar mísseis alemães capturados, como o foguete V-2. Em 31 de julho de 1944, depois que o Reino Unido concordou em trocar Supermarine Spitfires pelos destroços de um V-2 na Suécia durante a Segunda Guerra Mundial, especialistas em Farnborough começaram uma tentativa de reconstruir o míssil.
No final de julho de 1944, na Operação Most III, o movimento de resistência polonês (Armia Krajowa), conseguiu capturar um foguete V-2 intacto perto do Centro de Testes de Pustkow. Ele havia sido lançado para um vôo de teste, falhou, mas não explodiu e, em seguida, foi recuperado ainda intacto do rio Bug e transferido secretamente para Londres.